# Gargouille grise
Ne doit pas être confondu avec Gargouille (Isaac Christians) ou Gargouille (Yuri Topolov).
Paul Pierre Duval, alias la Gargouille grise (« Grey Gargoyle » en version originale) est un super-vilain évoluant dans l’univers Marvel de la maison d'édition Marvel comics. Créé par le scénariste Stan Lee et le dessinateur Jack Kirby, le personnage de fiction apparaît pour la première fois dans le comic book Journey into Mystery #107 en août 1964.
Il a également été membre des Maîtres du mal.

## Biographie  du personnage

### Origines et parcours
Paul Pierre Duval est assistant-chimiste à Paris, peu satisfait de sa position hiérarchique dans son travail. Un jour, il renverse accidentellement un liquide sur sa main, ce qui lui donne le pouvoir de transformer temporairement n'importe quoi en pierre, à condition de le toucher de sa paume nue.
Paul Duval décide de mener une carrière de super-vilain : touchant tout son corps avec la paume pétrifiante de sa main, il prend une apparence de statue rocailleuse (il pouvait toujours bouger sous l'empire de son propre sort) qu'il complète avec un déguisement le faisant ressembler grossièrement à une gargouille. Il devient alors la Gargouille grise.
Sa carrière de criminel ne connaît jamais véritablement d'essor, car il est chaque fois vaincu (Thor, Iron Man, Captain America, Spider-Man...). Même en essayant de se faire discret, sous l'identité d'un sculpteur nommé St. Pierre, il est retrouvé. Un jour, le Docteur Fatalis l'engage pour neutraliser Hulk, mais ce dernier lui brise le bras.
Duval est l'un des criminels en fuite lors de l'évasion de masse provoquée au Raft par Electro.

### Civil War
À la suite du crossover Civil War, Duval se cache. Il est retrouvé, capturé et miniaturisé par la nouvelle équipe des New Warriors.

### Dark Reign
Duval sort très vite de prison, puis il est recruté au sein de la Lethal Legion du Moissonneur. Leur action échoue et il se retrouve à nouveau derrière les barreaux.

### Fear Itself
Duval revient vivre à Paris. Il entre en contact avec l'un des artefacts du Serpent (en), le dieu asgardien de la peur.
Transformé en Mokk, le briseur de foi, devenu monstrueux et surpuissant, il transforme la population parisienne en statues de pierre. Iron Man intervient mais il est forcé de fuir, son armure ayant été endommagée. Sasha Hammer et son escouade sont elles aussi vaincues. Lorsque Le Serpent est finalement battu, Duval retrouve forme humaine et Odin ramène les Parisiens à la vie.

## Pouvoirs et capacités
- Duval peut pétrifier pendant une heure toute personne avec qui sa main pierreuse entre en contact. Ce pouvoir n'a pas d'action sur les objets magiques.
- En se touchant lui-même, son corps devient dur et lourd comme de la pierre, ce qui le protège contre la plupart des coups portés.
- Duval est un chimiste doué.